# Non ho sonno (colonna sonora)
Non ho sonno è l'undicesimo album in studio del gruppo rock progressivo italiano Goblin, pubblicato nel 2001, realizzato come colonna sonora del film omonimo di Dario Argento.

## Il disco
Nel 2000, la formazione di Profondo Rosso (Claudio Simonetti, Agostino Marangolo, Massimo Morante e Fabio Pignatelli), si riunisce inaspettatamente per la realizzazione della colonna sonora del nuovo film di Dario Argento, Non ho sonno.
Pur essendo l'opera di elevato livello artistico, dopo la realizzazione della colonna sonora, i quattro si sciolgono per l'ennesima volta.

## Tracce
1. Non ho sonno – 4:07
2. Killer on the Train – 5:54
3. Endless Love – 4:38
4. Arpeggio - End Title – 4:27
5. Ulisse – 4:06
6. Death Farm – 4:06
7. The Pig – 4:57
8. The Cat – 3:15
9. The Swan – 1:38
10. The Rabbit – 3:13
11. Inquiries – 1:37
12. Associated Dead – 3:59
13. Final White Week – 4:46
14. Non ho sonno - Main Title – 1:56

## Formazione
- Massimo Morante - chitarra
- Fabio Pignatelli - basso
- Agostino Marangolo - batteria
- Claudio Simonetti - tastiere

## Cover
- I Rhapsody of Fire hanno proposto una loro versione della canzone nell'EP The Dark Secret.